# Corina Freire
Corina Carlos Freire (Silves, 14 de diciembre de 1897 – Lisboa, 5 de octubre de 1986) fue una cantante, actriz y empresaria portuguesa.

## Trayectoria
Nació el 14 de diciembre de 1897 en Silves, en la región del Algarve de Portugal. Era hija ilegítima de João José Freire, dueño de una farmacia, y de Bazília Nunes de Sousa. Fue legitimada por el matrimonio de sus padres, que tuvo lugar el 19 de agosto de 1905 en Lisboa. Creció en una familia acomodada, que tenía gusto por las artes, lo que le permitió desarrollar habilidades musicales y de canto desde temprana edad. Ella, sus cinco hermanos y su padre formaron un grupo de música de cámara, en el que ella tocaba el piano y su padre el violín. Algunos de sus hermanos tuvieron carreras musicales.
Después de un breve matrimonio a la edad de 17 años en Portimão, que provocó que Freire suspendiera brevemente su vida musical, se mudó del Algarve a Lisboa en 1921, donde trabajó como pianista y cantante en Valentim de Carvalho, una importante editorial musical. Tocaba en la tienda de la compañía, a menudo música para músicos aficionados que tenían dificultades iniciales para leer la partitura. A partir de entonces comenzó a recibir invitaciones para recitales, interpretó ópera y lied en varios conciertos y recitales, incluso con el pianista portugués José Viana da Motta. En 1927 debutó en el teatro popular, actuando en un espectáculo de "revista" (vodevil) llamado Rosas de Portugal en el Cineteatro Éden. El tema principal del espectáculo, As Giestas, la hizo famosa. Continuó actuando en este género, trasladándose al Teatro Avenida, mientras asistía también al Conservatorio Nacional de Lisboa.
Con la llegada del cine sonoro, las empresas estadounidenses estaban preocupadas por perder el mercado fuera de los países de habla inglesa para películas que no estaban en los idiomas locales. Freire fue invitada a París para grabar películas de Paramount Pictures en portugués, incluyendo Cradle Song y The Laughing Lady. En 1931, se convirtió en empresaria teatral, en sociedad con António Macedo, produciendo varios programas de revistas que la presentaban a ella y a Beatriz Costa. En 1934 regresó a París junto con los bailarines Francis Graça y Ruth Walden para un espectáculo de promoción de canciones y bailes populares portugueses. En 1935 ganó un concurso en París, Le Plus Beau Sourire de Paris (La sonrisa más bella de París). Gracias a esto, participó en una audición en el Casino de París, uno de los principales teatros de música de la ciudad, y actuó con una de las estrellas más importantes de Francia, Maurice Chevalier.
Freire mantuvo una relación lésbica con la escultora Ana de Gonta Colaço. Esto tuvo un efecto negativo en la producción de Colaço ya que no creo nada mientras estuvo con Freire. Mientras estaban juntas en París, la pareja viajó a Londres en marzo de 1934 porque Freire había sido contratada para dar un recital en la Embajada de Portugal. Al recital asistieron Winston Churchill y el entonces Príncipe de Gales, más tarde Eduardo VIII y Duque de Windsor.
Colaço y Freire sufrieron problemas financieros en París, por lo que volvieron a Portugal en junio de 1936, donde Freire tuvo problemas para lograr el mismo éxito que antes. Durante un tiempo se concentró en la actuación, en lugar de en los espectáculos de variedades. Tuvo una breve visita de trabajo a Tánger, acompañada por Colaço, y luego fue a Brasil durante seis meses para realizar presentaciones en solitario. Al regresar a Portugal, realizó una gira por el país, pero nuevamente tuvo dificultades para atraer audiencias. A partir de 1940 se concentró en dar lecciones de canto, aunque regresó a Brasil en 1947 para actuar en radio y televisión. Algunos de sus estudiantes de canto fueron su pariente, António Calvário, Marco Paulo y Tonicha, quienes se convirtieron en populares cantantes portugueses. Freire también compuso marchas populares.
Falleció en Lisboa el 5 de octubre de 1986, a los 88 años.

## Reconocimientos
Una calle de Faro lleva su nombre.